# Hérodóros z Megary
Hérodóros (starořecky Ηρόδωρος –Hérodóros) byl desetinásobný vítěz olympijské soutěže trubačů a hlasatelů na přelomu čtvrtého a třetího století př. n. l.
Hérodóros z Megary se do seznamu olympioniků starověkého Řecka zapsal ojedinělým způsobem. Nebyl to atlet, ale trubač a hlasatel. V Olympii se tato disciplína zavedla na 96. hrách v roce 396 př. n. l. Hérodóros v soutěži trubačů a hlasatelů zvítězil v Olympii na 113. až 122. hrách, tj. vítězil od roku 328 až do roku 292 př. n. l. Hérodóros tedy ohlásil vítězství olympioniků na deseti hrách a kromě toho ohlašoval i vítězství sportovců na nemejských, isthmiských a na pythijských hrách.
Starověký autor Athénaios uvádí, že Hérodóros byl statný chlap, který spával na lví kůži. Údajně měl nesmírně velký apetit a plíce tak silné, že když zadul na svou dvojitou troubu, lidem zaléhalo v uších na vzdálenost hodu diskem. Síla jeho dechu posloužila i vojevůdci Demetrio Poliorkétovi (pozdějšímu králi) při obléhání Argosu, kde jeho trouba zněla hlasitě jako "megafon". Hérodóros při svém prvním vystoupení v Olympii roku 328 př. n. l. ohlásil vítězství boxera Satyra z Élidy a při posledním v roce 292 před Kr. vítězství čtyřspřežím Télemacha z Élidy.